# Feldbestimmung (Philatelie)

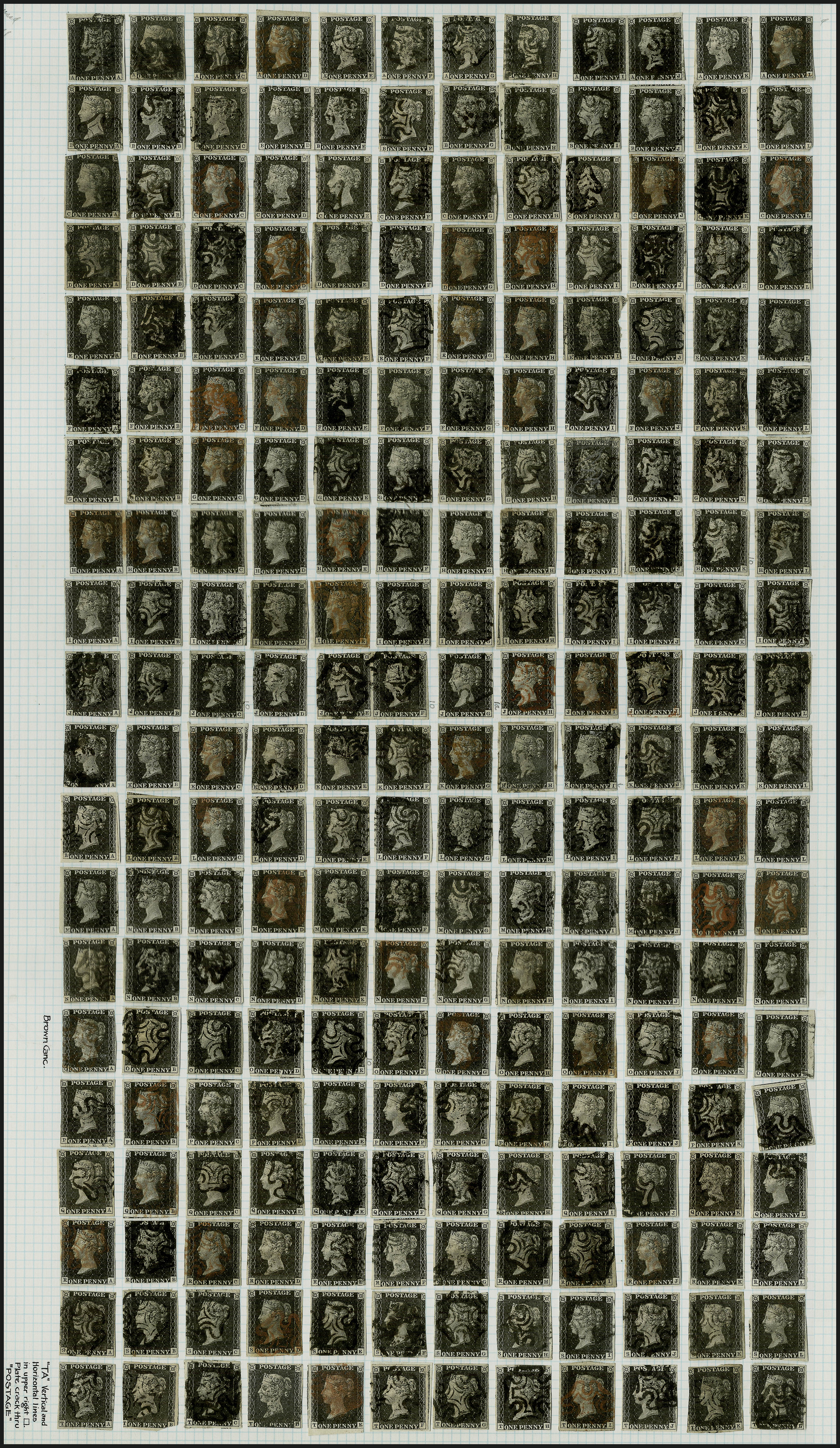
Rekonstruktion eines Markenbogens mit der One Penny Black.

Feldbestimmung ist die Zuordnung der Positionen auf den Druckbögen beziehungsweise Druckplatten von einer Briefmarke. Der gelegentlich anzutreffende Begriff „Plattierung“ ist eigentlich falsch und kommt von einer falschen Übersetzung des englischen Begriffs „plating“.
Bestimmt wird die jeweilige Reihe und Spalte bzw. die fortlaufende Nummer im Druckbogen und die jeweils verwendeten Druckplatten. Das wird dadurch ermöglicht, weil jede Position und Platten teilweise unterschiedliche Merkmale aufweisen. So können Aufdrucke zum Beispiel je nach Druckplatte unterschiedlich groß sein oder sie können ein individuelles Druckbild haben. Dabei ist zu unterscheiden zwischen einer neuen Bestimmung von vorher unbekannten Merkmalen oder einer späteren Zuordnung von Marken zu bereits bekannten Merkmalen. Die Feldnummern beginnen bei den Bögen links oben und werden dann Reihe für Reihe nach unten, ab Nummer eins hochgezählt.
Die Bestimmung war zumindest bei älteren Herstellungsverfahren mitunter noch verhältnismäßig leicht möglich, weil diese teilweise einzeln, Feld für Feld eingraviert wurden und oft mit nur einer einzigen Druckfarbe bedruckt waren. Bei modernen Herstellungsmethoden ist eine vollständige, nachträgliche Feldbestimmung kaum mehr möglich, weil sich die Marken zu ähnlich sind. Besonders schwierig wird es, falls bei denselben Marken jeweils verschiedene Drucktechniken angewendet werden beziehungsweise mehrere Druckplatten zum Einsatz kommen, wie es heute oft der Fall ist.
Einfacher ist die Bestimmung bei Bogenrandstücken oder falls komplette Bögen zum Vergleich vorhanden sind. Nur sehr selten ist die jeweilige Markenposition direkt auf der Briefmarke aufgedruckt, wie zum Beispiel bei der One Penny Black.